# Novozelandski dolar
Novozelandski dolar zakonsko je sredstvo plaćanja na Novom Zelandu. Kod valute je NZD. Dijeli se na 100 centi, a oznaka novozelandskog dolara je $ ili NZ $, kako bi se razlikovao od drugih nacionalnih valuta.
Uz Novi Zeland zakonsko je sredstvo plaćanja na: Pitcairnu (prekomorsko područje Ujedinjenog Kraljevstva) i na zavisnim teritorijima Novog Zelanda u Tihom oceanu: Niue, Tokelau i Kukovi otoci (paralelno s novozelandskim dolarom, na Kukovim otocima koristi se i dolar Kukovih otoka, koji je lokalna inačica novozelanskog dolara, koji vrijedi samo na Kukovim otocima i čvrsto je povezan s novozelandskim dolarom). 
Novozelandski dolar pušten je u promet 1967., kada je zamijenio novozelandsku funtu. Tečaj je bio 1:2, tj. 1 novozelandska funta mijenjala se za 2 novozelandska dolara.
Novozelandski dolar ima kovanice u vrijednosti od 10, 20 i 50 centi, te 1 i 2 dolara. Novčanice su izdane u apoenima od 5, 10, 20, 50 i 100 dolara.

## Vanjske poveznice
- Heiko Otto (ur.). Novozelandski dolar (novčanice) (njemački, engleski, i francuski). Pristupljeno 1. ožujka 2019. (njem.) (engl.) (fr.)